# Lissonota aequalis
Lissonota aequalis là một loài tò vò trong họ Ichneumonidae.